# Карл Пенеке
Карл Пенеке (повне ім'я нім. Karl Alfons Borromäus Josef Penecke) (*28 квітня 1858, Гарц, Австрія — †23. I. 1947, Суча́ва ) — австрійський ентомолог, геолог і палеонтолог, який тривалий час працював на Буковині. Доктор філософії (PhD), професор (1901).

## Біографія
Карл Пенеке народився в австрійському місті Граці, в родині офіцера. Вивчав геологію в місцевому університеті, після закінчення якого поступив до докторантури, одержав ступінь доктора філософії (PhD), а згодом підготував і захистив дисертацію на ступінь габілітованого доктора геології та палентології.
Тривалий час він працював позаштатно (приват-доцентом) у тому ж університеті. Після смерті палеоботаніка Костянтина фон Еттінгсхаузена (Constantin Freiherr von Ettingshausen; 1826—1897) викладав також і палеоботаніку.
В 1901 році він одержав звання титулярного професора, згодом доцента (1909), а з 1918 року став ординарним (повним) професором геології,стратиграфії та палеонтології Чернівецького університету. Де і як скінчилося його життя, невідомо; припускають що він загинув у 1944 році під час або після зайняття міста Радянською Армією.

## Наукова діяльність

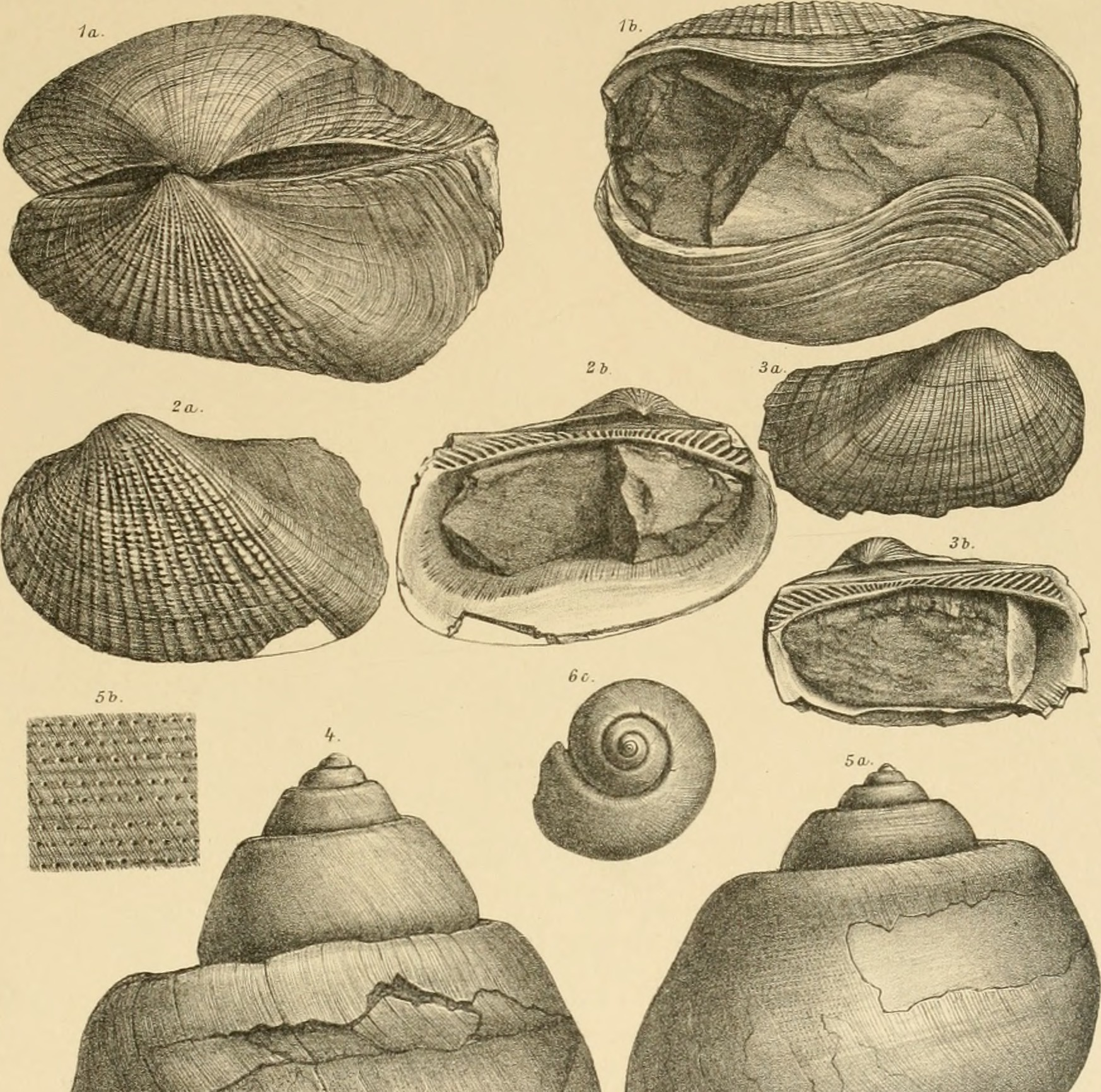
Вимерлі молюски третинного періоду, знайдені на Балканському півострові. Сторінка зі статті Карла Пенеке. 1897 рік

Карл Пенеке вивчав вимерлих молюсків третинного періоду і коралових поліпів девонського періоду палеозою. Дослідження охоплювали ближню до Граца Штирію, а також Каринтію і Славонію.
Як ентомолог він набув визнання, вивчаючи жуків з родини довгоносиків . Карл Пенеке описав чимало нових для науки видів комах, в тому числі й сліпих жуків, що мешкають у печерах. Одного з відкритих ним видів довгоносиків він назвав на честь буковинського ентомолога Костянтина Гормузакі - Otiorhynchus hormuzakii Penecke, 1935.  Зібрані Пенеке колекції жуків зберігаються в Дрезденському зоологічному музеї у Німеччині.
Перу Карла Пенеке належить щонайменше 18 праць з палеонтології та 46 праць із зоології. Перелік цих публікацій та описаних ним викопних та рецентних тварин дивись. Деякі з праць Карла Пенеке доступні у мережі .